# Џито
Џито (јап. 地頭),  јапански термин, означава управника приватног имања (шоен), који је именован од Камакура шогуната. Најважнији локални званичник периода Камакура.

## Историја
Хомпо џито (јап. 本補地頭), војни следбеници који су добили титулу управника војног имања (џито) и постављени на поседе које је Минамото Јоритомо конфисковао од пораженог непријатеља после Гемпејског рата (1180-1185) као награду за њихову верност.
Шимпо џито (јап. 新補地頭), управници војног имања које је именовао Камакура бакуфу након Џокју рата 1221. године на поседе одузете од поражене војске царског двора. Већина нових џито-а налазила се у централном и западном Јапану, над којим је бакуфу сада повећао свој утицај. Од овог тренутка па надаље, положај џито-а постао је истински национална институција.